# ريتشارد سبيري يومان
ريتشارد سبيري يومان (15 أغسطس 1904 - 9 نوفمبر 1988)، وهو مؤرخ وفنان وتاجر طوابع وجامع عملات معدنية أمريكي. كان يومان هو المؤلف الأصلي للكتابين المرجعيين الشهيرين "كتاب دليل عملات الولايات المتحدة" و"دليل عملات الولايات المتحدة"، المعروفين باسم "الكتاب الأحمر" و"الكتاب الأزرق". كما قام بتسويق لوحات عرض العملات المعدنية لصالح دار ويتمان للنشر. وقد استأجرته تلك الشركة في عام 1932، وأعاد تصميم اللوحات في عام 1940 إلى النموذج القابل للطي الذي يُباع حالياً.

## نشأته وحياته
وُلد يومان في ميلووكي في 15 أغسطس 1904. التحق بمدرسة ريفرسايد الثانوية، وتخرج منها عام 1922. أمضى عدة أشهر في العمل في جمعية ويسكونسن لمكافحة السل في ويسكونسن قبل أن ينتقل إلى جامعة ويسكونسن ماديسون في عام 1923.

## اعماله وهواياته
وقد اشتهر بجمعه لفهرسين موثوقين لأسعار العملات، وهما دليل عملات الولايات المتحدة (المعروف أيضاً باسم "الكتاب الأزرق"، الذي نُشر في عام 1942) ودليل العملات المعدنية الأمريكية (أو "الكتاب الأحمر" أو الكتاب الأحمر الرسمي)، الذي نُشر لأول مرة في عام 1946. كما كتب يومان أيضاً فهرس عملات العالم الحديث في عام 1957 المعروف أيضاً باسم "الكتاب البني"، حيث كان نظام الترقيم الذي وضعه يومان مقبولاً على نطاق واسع. اشترى ويتمان حقوق كتالوجات عملات العالم من تركة وايت ريموند. ومع بلوغ الحجم حداً نظرياً، تم تقسيم السلسلة الأجنبية إلى كتاب ثانٍ. كتب يومان عملات العالم الحالية باعتبارها الثانية في تلك السلسلة.
خدم يومان في مجلس محافظي جمعية المسكوكات الأمريكية من 1946-1951، وفي عام 1964 كان عضواً في لجنة القياس والمعايير بالولايات المتحدة. كما شغل منصب رئيس جمعية راسين للمسكوكات. كما شارك في تأسيس جمعية علماء المسكوكات في ويسكونسن، وكان أيضاً عضواً مؤسساً في نقابة المسكوكات الأدبية، من بين عضويته في 20 منظمة مختلفة معنية بالمسكوكات.
تقاعد ريتشارد يومانفي عام 1970، وخلفه مساعده كينيث بريسيت. ولا يزال اسم يومان (مع بريسيت) مدرجاً كمؤلف لكل طبعة من طبعات الكتب.
بعد تقاعده، استمر يومان في السفر لحضور مؤتمرات جامعي العملات، وخاصةً معرض النقود الوطني السنوي لجمعية النقود الأمريكية ومعرض النقود العالمي.

## حياته العائلية
تزوج يومان من ماريون جنكرمان في عام 1925. وأنجبا ابنة اسمها شارون (1930-2018).

## وفاته
توفي "يومان" إثر إصابته بسكتة دماغية أثناء قيادتهِ سيارتهِ في توسون، أريزونا في 9 نوفمبر 1988. ودُفن في حديقة ويست لاون التذكارية في ماونت بليزانت، ويسكونسن.

## التكريم
أدرج اسم ريتشارد سبيري يومان في قاعة مشاهير الجمعية الأمريكية لهواة جمع الطوابع ضمن أول مجموعة من خمسة عشر هاوي من هواة جمع الطوابع في عام 1941.
حصل يومان على جائزة فاران زيربي التذكارية، وهي أعلى تكريم تمنحه جمعية المسكوكات الأمريكية في عام 1956. وفي عام 1978، تم إدراج اسمه في قاعة مشاهير المسكوكات التابعة للجمعية الأمريكية للمسكوكات.
تم تكريم يومان على ميداليات أصدرتها دار ويتمان للنشر. وفي عام 1997، ظهرت صورته على زوج من الميداليات الفضية و"المطلية بالذهب"، التي صدرت في إصدار محدود من 50 مجموعة. وفي عام 2006، ظهر مع كينيث بريسيت على ميدالية مطلية بالنيكل محدودة بـ500 قطعة.